# 市岡正則
市岡 正則（いちおか まさのり）は、戦国時代の武将。甲斐武田氏家臣。
源義仲（木曽義仲）の後胤。信濃国下伊那郡市岡村に住む。子忠吉と共に武田氏に仕えた。